# Zagrebački mališani
Zagrebački mališani osnovani 12. ožujka 1979. godine najstariji su dječji zbor u Hrvatskoj.

## O zboru
Osnovao ih je pod nazivom "Trešnjevački klinci" glazbeni pedagog Zlatko Kubik, koji je bio i voditelj i dirigent zbora od osnutka do svoje smrti 2013. godine. Nekoliko mjeseci kasnije ime je promijenjeno u "Trešnjevački mališani" pod kojim su djelovali do 1989. godine kada su se preimenovali u "Zagrebački mališani", ime pod kojim djeluju i danas. Naime, u zboru nisu više sudjelovala samo djeca iz Trešnjevke, nego iz cijelog Zagreba.
"Od osnutka, zbor je usmjeren na rad s djecom predškolske i prvoškolske dobi (djeca od četiri do osam godina). "Mališani" njeguju jednoglasno pjevanje koje odgovara njihovoj dobi razvijajući tako svoje glazbene sposobnosti. Istovremeno, da se ne bi sputavala spontanost, uvodi se i koreografija kao dodatna vrijednost pjesme. Koncerti "Mališana" ne oduševljavaju samo repertoarom skladbi, već i pažljivim i pedagoškim odabirom voditelja i gostiju koncerata. Takav 
pristup realiziranju koncerata zadovoljio je i stroge kriterije televizijskih programa za djecu. Stoga je veliki broj "mališanskih" koncerata snimljen te kasnije prezentiran i repriziran u programima televizije i radija."
Sudjelovali su i u nekoliko kazališnih produkcija te u dječjem mjuziklu "Veseli sat" bili su glavni protagonisti.
Osim što su nastupali diljem Hrvatske, gostovali su i u Egiptu, Sloveniji i Austriji.
Povodom Europskog nogometnog prvenstva 2012. snimili su svoju, ali i prvu dječju navijačku pjesmu pod nazivom "Volim nogomet".

## Diskografija

### Studijski albumi
- Ljubav iz vrtića (2010.)
- Sretan rođendan (2008.)
- Hoću van (2006.)
- Ostani s nama (2005.)
- Kad si sretan (2004.)
- Djeca mogu... nemoguće (2003.)
- Dinge linge dance (2001.)
- Mi smo djeca vesela (2000.)
- Spavaj mali Božiću (2000.)
- Poleti pjesmo (1999.)
- Drveni konjić (1998.)
- Gumi, gumi! (1996.)
- Ljubav iz vrtića (1995.)
- Ovako se... (1994.)
- Milost (1994.)
- Zapjevajmo, djeco (1993.)
- Zakaj volim Zagreb (1992.)
- I ja ću biti hrvatski vojnik (1992.)
- Praznik je praznik (1991.)
- Spavaj mali Božiću (1991.)
- Smijeh nije grijeh (1989.)
- Veseli sat (1988.)
- Ljubav i mir (1988.)
- Mi smo djeca vesela (1987.)
- Zag-zagi-Zagreb (1986.)
- Volim te ja (1986.)
- Pobijedit će ljubav (1985.)
- Kad si sretan (1984.)
- Čudnovate zgode šegrta Hlapića (1982.)

- tri video kazete

## Ostalo
Za svoj rad Zlatko Kubik je nagrađen ordenom reda Danice Hrvatske s likom Antuna Radića.
Izdana je monografija o zboru povodom 30 godina postojanja zbora. 